# Proalinopsis caudatus
Proalinopsis caudatus är en hjuldjursart som först beskrevs av Collins 1873.  Proalinopsis caudatus ingår i släktet Proalinopsis och familjen Proalidae. Arten är reproducerande i Sverige. Inga underarter finns listade i Catalogue of Life.